# Cuarta ronda de la Clasificación de AFC para la Copa Mundial de Fútbol de 2006
La Cuarta ronda de la Clasificación de AFC para la Copa Mundial de Fútbol de 2006 se llevó a cabo del 8 al 12 de octubre de 2005 entre los equipos que terminaron en tercer lugar de los grupos de la tercera ronda clasificatoria.
El ganador en ésta ronda enfrentaría al cuarto lugar de la Hexagonal de la Concacaf, quien fue Trinidad y Tobago, para decidir a un clasificado al mundial de Alemania 2006.
El primer partido originalmente se jugó el 3 de septiembre de 2005 pero la FIFA ordenó que el partido se repitiera por un error del árbitro. Cuando Uzbekistán iba ganando 1-0 se le otorgó un penal, el cual fue anulado por invasión en el área, y el árbitro del juego, el japonés Toshimitsu Yoshida en lugar de repetir el penal otorgó un tiro libre a favor de Baréin desde el punto penal. Uzbekistán originalmente solicitó a la FIFA que le acreditaran la victoria con marcador de 3-0 pero le fue rechazada.

## Sumario
| Equipo 1   | Agr.    | Equipo 2 | Ida | Vuelta |
| ---------- | ------- | -------- | --- | ------ |
| Uzbekistán | 1–1 (a) | Baréin   | 1–1 | 0–0    |

## Partidos
| 3 de septiembre de 2005 | Uzbekistán  | Anulado | Baréin | Pakhtakor Stadium, Tashkent, Uzbekistán |                     |
|                         | Qosimov 12' | Reporte |        | Árbitro(s): Yoshida                     | Árbitro(s): Yoshida |

| 8 de octubre de 2005 | Uzbekistán    | 1–1     | Baréin     | Pakhtakor Stadium, Tashkent, Uzbekistán             |                                                     |
|                      | Shatskikh 19' | Reporte | Yousef 17' | Asistencia: 55 000 espectadores Árbitro(s): Busacca | Asistencia: 55 000 espectadores Árbitro(s): Busacca |

| 12-10-2005 | Baréin | 0–0     | Uzbekistán | Bahrain National Stadium, Manama, Baréin         |                                                  |
|            |        | Reporte |            | Asistencia: 25 000 espectadores Árbitro(s): Poll | Asistencia: 25 000 espectadores Árbitro(s): Poll |